# Eric Veiga
Eric Veiga (* 18. Februar 1997 in Luxemburg) ist ein luxemburgischer Fußballspieler portugiesischer Abstammung.

## Karriere

### Verein
Nach Stationen in Luxemburg und in der Jugend Bayer 04 Leverkusens wechselte Veiga 2015 in die A-Jugend von Eintracht Braunschweig. Zur Saison 2016/17 rückte er in die in der Regionalliga Nord spielende zweite Mannschaft des Vereins auf. Im Juli 2019 wechselte er weiter zum portugiesischen Erstligisten Desportivo Aves. Hier kam er aber vorerst nur für dessen U-23 in der Nachwuchsrunde, der Liga Revelação Sub, zum Einsatz. Gegen Ende der Saison folgten dann auch zwei Kurzeinsätze in der Liga NOS. Am 10. September 2020 wechselte Veiga zum Zweitligisten UD Vilafranquense. Dort absolvierte er bis zum Saisonende 16 Ligaspiele, davon zwei über die kompletten 90 Minuten. Dabei erzielte er am vorletzten Spieltag auswärts gegen Académica de Coimbra seinen ersten Treffer.
Zur Saison 2023/24 wurde der Klub in AVS Futebol SAD umbenannt und zog in die Stadt Vila das Aves, trat aber weiterhin in der Segunda Liga an. Veiga erlitt jedoch schon im Mai 2023 einen Kreuzbandriss. Im Play-off-Rückspiel am 2. Juni 2024 gab er dann endlich sein Pflichtspieldebüt für den Verein und stieg mit ihm durch einen 2:1-Heimsieg über den Portimonense SC in die Primeira Liga auf. Insgesamt absolvierte Veiga 12 Pflichtspiele, ehe er den Verein im Sommer 2025 wieder verließ. Kurze Zeit später verpflichtete ihn dann der albanische Erstliga-Aufsteiger KS Flamurtari Vlora.

### Nationalmannschaft
Im Juniorenbereich spielte Veiga sowohl für Luxemburg als auch für Portugal. Am 18. Mai 2016 wurde er von Luc Holtz für ein Freundschaftsspiel gegen Nigeria erstmals in die A-Nationalmannschaft Luxemburgs berufen, kam jedoch nicht zum Einsatz. Am 2. September 2016 kam Veiga gegen Lettland zu seinem Debüt für Luxemburg.
Am 10. Oktober 2016 bestritt Veiga sein erstes Pflichtspiel für Luxemburg, als er im WM-Qualifikationsspiel gegen Belarus in der 35. Minute für den verletzten Christopher Martins Pereira eingewechselt wurde. Sein dritter Einsatz folgte dann fast fünf Jahre später am 2. Juni 2021 bei der 0:1-Testspielniederlage gegen Norwegen im spanischen Málaga.